# Lill-Gissjön
Lill-Gissjön är en sjö i Sundsvalls kommun i Medelpad och ingår i Harmångersåns huvudavrinningsområde. Sjön har en area på 0,179 kvadratkilometer och ligger 358,1 meter över havet. Sjön avvattnas av vattendraget Lill-Gissjöbäcken.

## Delavrinningsområde
Lill-Gissjön ingår i det delavrinningsområde (690471-154383) som SMHI kallar för Mynnar i Skansån. Medelhöjden är 357 meter över havet och ytan är 12,31 kvadratkilometer. Det finns inga avrinningsområden uppströms utan avrinningsområdet är högsta punkten. Lill-Gissjöbäcken som avvattnar avrinningsområdet har biflödesordning 3, vilket innebär att vattnet flödar genom totalt 3 vattendrag innan det når havet efter 82 kilometer. Avrinningsområdet består mestadels av skog (85 procent). Avrinningsområdet har 0,24 kvadratkilometer vattenytor vilket ger det en sjöprocent på 1,9 procent.